# Derek Fernandes
Derek Fernandes (* 14. Mai 1954 in Sirsi, Karnataka) ist ein indischer Geistlicher und römisch-katholischer Bischof von Belgaum.

## Leben
Derek Fernandes empfing am 5. Mai 1979 das Sakrament der Priesterweihe für das Bistum Belgaum.
Am 24. Februar 2007 ernannte ihn Papst Benedikt XVI. zum Bischof von Karwar. Der Apostolische Nuntius in Indien, Erzbischof Pedro López Quintana, spendete ihm am 20. April desselben Jahres die Bischofsweihe; Mitkonsekratoren waren der Erzbischof von Bangalore, Bernard Blasius Moras, und der Bischof von Belgaum, Peter Machado.
Papst Franziskus ernannte ihn am 1. Mai 2019 zum Bischof von Belgaum. Bis zur Amtseinführung seines Nachfolgers am 9. April 2024 verwaltete er das Bistum Karwar fast fünf Jahre weiter als Apostolischer Administrator.